# Osiče
Osiče es un pueblo ubicado en el municipio de Kriva Palanka, en Macedonia del Norte.

## Superficie
Posee una superficie de 13,17 kilómetros cuadrados.

## Demografía
Hasta 2021 la población era de 21 habitantes, con una densidad de población de 1,595 habitantes por kilómetro cuadrado.